# Marianne Gerland-Ekeroth
Marianne Gerland-Ekeroth, född 29 november 1924, död 3 september 2007, var en svensk översättare från engelska och (i mindre utsträckning) från norska. Fram till 1956 skrev hon sig Marianne Gerland. Hon inledde sin översättarkarriär med sångtexter, bl.a. försvenskades Ray Ellingtons och Barbara Tobias "That's my girl" 1952 som "Stopp ett tag!" (inspelad av Harry Björnberg med The Accordion Nutcrackers för Cupol samma år) och långt senare, 1979, skulle hon också komma att översätta sånger till barn-TV-serien Doktor Snuggles. Mellan 1954 och 1989 var Gerland-Ekeroth dock huvudsakligen verksam som litterär översättare. Hon översatte en hel del bestsellerförfattare – Harold Robbins, Mary Margaret Kaye och Mary Stewart för att nämna några – men också författare som Iris Murdoch och sydafrikanerna André Brink och Nadine Gordimer. Numerärt är dock översättningarna av barnböcker det mest påtagliga i hennes verklista.

## Böcker
- Har du sett min lilla katt? (Rabén & Sjögren, 1965) [översatt till engelska, tyska och afrikaans]
- Har du sett min lilla hund? (Rabén & Sjögren, 1974) [översatt till engelska och danska]

## Översättningar (urval)
- Nadine Gordimer: En bortgången värld (The late bourgeois world) (Bonnier, 1967)
- Helen Piers: Musse Mus vill ha ett hus (Mouse looks for a house m.fl.) (Carlsen/Illustrationsförlaget, 1970)
- Iris Murdoch: Brunos dröm (Bruno's dream) (Norstedt, 1970)
- Kamen Kaltjev (Kamen Kalčev): Vid livets källa (Pri izvora na zhivota) (Forum, 1978)
- André Brink: Ambassadören (The ambassador) (Forum, 1986)
- André Brink: Den förlorade skuggan (States of emergency) (Forum, 1988)

## Priser
- Sveriges Författarfonds premium till personer för belöning av litterär förtjänst 1971
- Elsa Thulin-priset 1990